# André Vlayen
André Vlayen (Herselt, 17 maart 1931 – 20 februari 2017) was een Belgische wielrenner. Hij was van 1952 tot 1962 actief als beroepsrenner. In totaal won André Vlayen een 35-tal wedstrijden bij de beroepsrenners, de huidige elite met contract.
Hij overleed op 85-jarige leeftijd overleden tijdens het maken van een fietstocht.

## Belangrijkste overwinningen
1953
- Haspengouwse Pijl.

1954
- Tour de l'Ouest

1956
- Belgisch kampioen bij de beroepsrenners.
- 1ste rit en de eindzege in de Ronde van België.

1957
- Belgisch kampioen bij de beroepsrenners.
- De 4de rit in de Ronde van Italië.

1958
- Dwars door België
- Heistse Pijl
- GP Stan Ockers

1961
- Omloop der Vlaamse Gewesten

## Resultaten in voornaamste wedstrijden
| Jaar | Ronde van Italië | Ronde van Frankrijk | Ronde van Spanje |
| ---- | ---------------- | ------------------- | ---------------- |
| 1954 |                  |                     |                  |
| 1955 |                  |                     |                  |
| 1956 |                  | opgave              |                  |
| 1957 | 51e (1)          |                     |                  |
| 1958 |                  | buiten tijd         |                  |
| 1959 |                  |                     |                  |
| 1960 | opgave           |                     |                  |

| Jaar | Milaan-San Remo | Gent-Wevelgem | Ronde van Vlaanderen | Parijs-Roubaix | Luik-Bast.‑Luik | Ronde van Lombardije | Waalse Pijl | Omloop Het Volk | Dwars door Vlaanderen |  | WK op de weg |  | Wereldranglijsten |
| ---- | --------------- | ------------- | -------------------- | -------------- | --------------- | -------------------- | ----------- | --------------- | --------------------- |  | ------------ |  | ----------------- |
| 1954 |                 | 16e           | 27e                  | 55e            |                 |                      |             | 9e              |                       |  |              |  |                   |
| 1955 |                 |               | 11e                  | 18e            |                 |                      | 18e         | Brons           |                       |  |              |  |                   |
| 1956 |                 |               | 7e                   | 8e             | 4e              | 14e                  | Brons       |                 |                       |  | 11e          |  | 4e (CDC)          |
| 1957 | 74e             | 39e           | 85e                  |                |                 | 4e                   | 39e         |                 |                       |  |              |  |                   |
| 1958 | 71e             | 16e           | 31e                  | 40e            | 9e              | 66e                  |             |                 | ↑                     |  |              |  |                   |
| 1959 | 35e             |               |                      | 39e            | 7e              |                      |             |                 |                       |  |              |  |                   |
| 1960 | 42e             |               | 31e                  |                | 27e             | 52e                  |             |                 |                       |  |              |  |                   |